# Дурасанли
Дурасанли (на гръцки: Μεσιανό, Месиано, катаревуса Μεσιανόν, Месианон, до 1927 година Δουρασανλή, Дурасанли) е село в Егейска Македония, Гърция, дем Кукуш, област Централна Македония със 195 жители (2001).

## География
Селото е разположено на 10 километра югозападно от Кукуш (Килкис).

## История

### В Османската империя
Според Васил Кънчов („Македония. Етнография и статистика“) в 1900 година Дурасанли има 170 жители турци и 40 цигани.

### В Гърция
След Междусъюзническата война Дурасанли попада в Гърция. В 1927 година селото е прекръстено на Месиано. Населението му се изселва в Турция и негово място са заселени гърци бежанци. В 1928 година Дурасанли е представено като чисто бежанско село с 56 бежански семейства и 193 души.
| Име        | Име          | Ново име    | Ново име    | Описание                                        |
| ---------- | ------------ | ----------- | ----------- | ----------------------------------------------- |
| Кара бунар | Καρά Μπουνάρ | Мавропигадо | Μαυροπηγαδο | местност на ЮИ от Дурсанли                      |
| Хасан Оба  | Χασανοβα     | Хриси       | Χρυσή       | местност на ЮИ от Дурсанли и на СЗ от Хасан Оба |
| Бузалък    | Μπουζαλίκια  | Дросия      | Δροσιά      | местност на Ю от Дурсанли                       |
| Даукли     | Ντάουκλή     | Месайон     | Μεσαΐον     | възвишение на СЗ от Дурсанли (194,9 m)          |
| Арарат     | Αραράτ       | Ипсома      | Ύψωμα       | възвишение на ЮЗ от Женско (194,4 m)            |
| Курти      | Κόρτια       | Ликос       | Λύκος       | възвишение на З от Женско                       |